# Чапунька
Чапунька — річка в Білорусі, у Ів'євському районі Гродненської області. Права притока Березини (басейн Балтійського моря).

## Опис
Довжина річки 38 км, похил річки — 0,8 м/км, середньорічні витрати води — 2,2 м³/с. Площа басейну водозбору 311 км².

## Розташування
Бере початок на північній околиці села Юратішки. Спочатку тече на південний схід, у селі Попельники повертає на південний захід. У Гудзанятах повертає на південний схід, потім знову на південний захід і біля села Мала Чапунь впадає у річку Березину, праву притоку Німану. Заплава заболочена, річка у пригирловій частині каналізована.
Притоки: Білява, Гаряча, Сіма, Біренка (ліві).
Населені пункти вздовж берегової смуги: Матиковщизна, Кирвели, Забеланці, Вольдика, Яскевичі, Лежневичі, Шильва, Чапунь.